# Kıbrıs Türk Hava Yolları
Kıbrıs Türk Hava Yolları (K.T.H.Y.), internationaal Cyprus Turkish Airlines, was de nationale luchtvaartmaatschappij van de zelfverklaarde Turkse Republiek Noord-Cyprus. Ze vloog vanuit Nicosia naar bestemmingen in Turkije en Europa (vooral Engeland). De thuisbasis was Luchthaven Ercan. In 2010 ging de maatschappij failliet.

## Geschiedenis
De maatschappij werd opgericht in december 1974 en begon met vliegen in februari 1975. De maatschappij was in handen van Konsolide Fonu İnkisaf Sandığı (50%) en de regering van de Turkse Republiek van Noord-Cyprus (50%).
- 1974: K.T.H.Y. werd opgericht op 4 december in Nicosia als een naamloze vennootschap. De aandelen werden verdeeld over Turkish Airlines en de Cash Ontwikkeling van het Geconsolideerde Fonds van de Vergadering van de Cyprus Turkse Gemeenschap.
- 1975: Op 3 februari was de eerste vlucht.
- 1976: De vloot werd uitgebreid met een DC-9, een Boeing 707 en een Boeing 727.
- 1981: De eerste vlucht naar Londen.
- 1990: Er werden 2 Boeings 727 gekocht.
- 1992: K.T.H.Y. startte eigen cateringbedrijf.
- 1993: Er werd nog een Boeing 727 toegevoegd aan de vloot.
- 1995: Eerste Airbus A310 werd gekocht.
- 1996: De vierde Boeing 727 werd gekocht.
- 1999: Tweede Airbus A310 werd toegevoegd.
- 2000: Twee Boeings 737 werden gehuurd.
- 2001: Een derde Boeing 737 werd gehuurd.
- 2002: Alle vier de Boeings 727 werden verkocht.
- 2004: Drie Airbus A321-toestellen werden gehuurd.
- 2010: Op 21 juni 2010 moest de maatschappij aankondigen dat alle vluchten voor onbepaalde tijd gestaakt werden. Op 29 juni werd aangekondigd dat de vluchten niet hervat zullen worden.

## Vloot
De vloot van Kıbrıs Türk Hava Yolları bestond in augustus 2007 uit de volgende 7 toestellen.
- 1 Airbus A320-200
- 2 Airbus A321-200
- 4 Boeing 737-800